# Botryon tuberculatus
Botryon tuberculatus is een zeeanemonensoort uit de familie Sagartiidae.
Botryon tuberculatus is voor het eerst wetenschappelijk beschreven door Carlgren & Hedgepeth in 1952.